# Saunder (cràter)

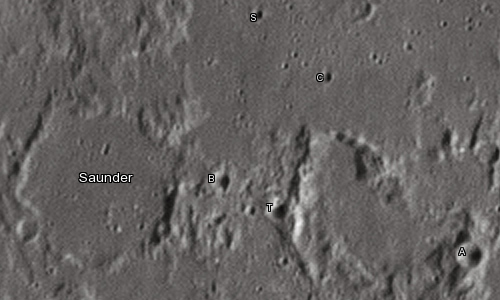
Entorn de Saunder

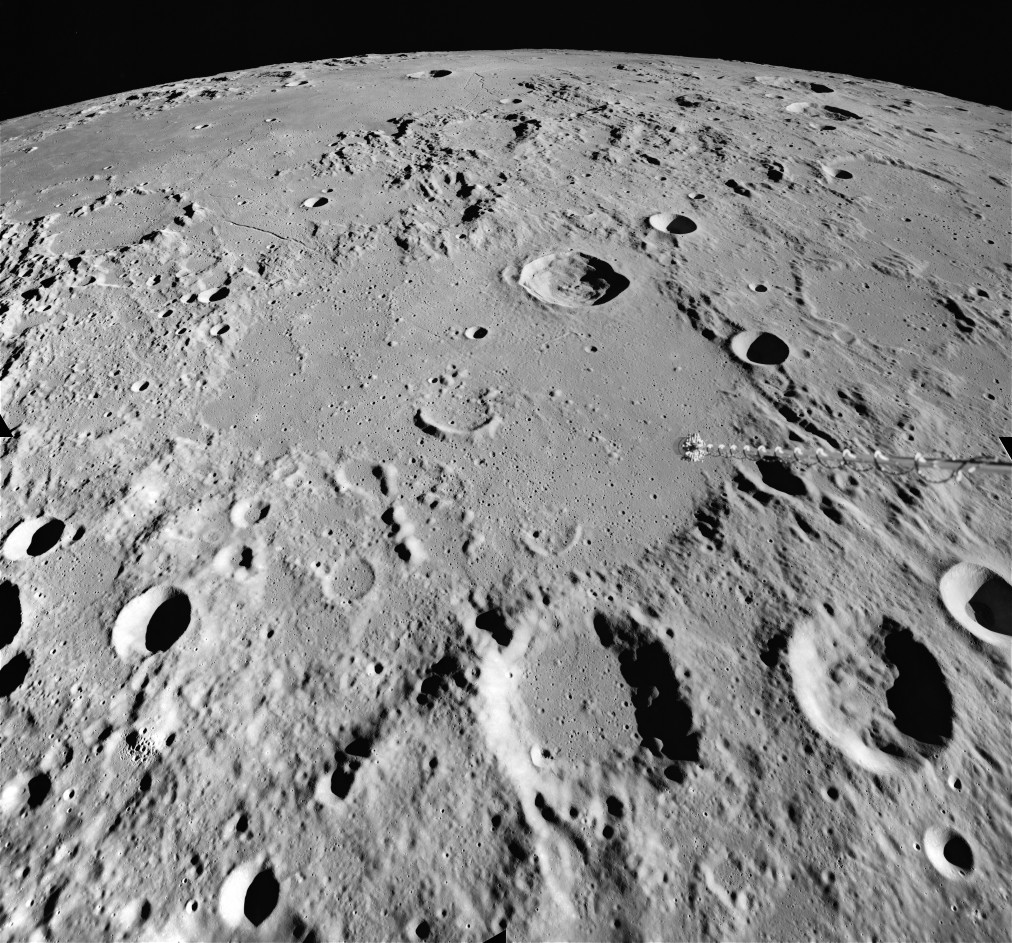
Hiparc, amb Saunder a la seva dreta

Saunder és un cràter d'impacte localitzat a la regió central muntanyenca de la Lluna, a l'est-nord-est de la plana emmurallada del cràter Hiparc.

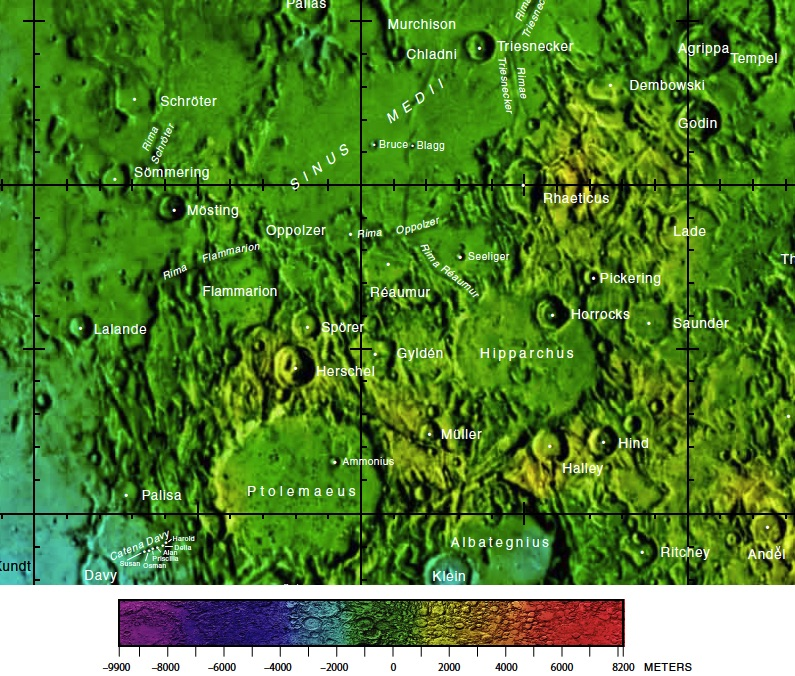
Localització de Saunder (centre del terç dret de la imatge)

La paret externa és irregular i apareix interrompuda en diversos llocs, adoptant un contorn que recorda la forma general d'un pentàgon. L'interior de Saunder ha estat inundat per la lava, formant una superfície anivellada just per sota de la cota de la seva vora. El sòl manca d'un pic central, però presenta algunes petites elevacions en el quadrant sud-est i un petit crateret cap a la vora nord. Al centre del seu sector sud-est presenta una curiosa agrupació de quatre petits cràters, la disposició dels quals recorda la forma de la petjada d'un gos.

## Cràters satèl·lit
Per convenció aquests elements són identificats en els mapes lunars posant la lletra en el costat del punt central del cràter que està més proper a Saunder.
|         | \| Saunder \| Coordenades \| Diàmetre \| \| ------- \| ---------------------------------- \| -------- \| \| A \| 4° 00′ S, 12° 18′ E / 4.0°S,12.3°E \| 8 km \| \| B \| 3° 54′ S, 9° 48′ E / 3.9°S,9.8°E \| 6 km \| \| C \| 2° 42′ S, 10° 30′ E / 2.7°S,10.5°E \| 4 km \| \| S \| 2° 18′ S, 9° 42′ E / 2.3°S,9.7°E \| 4 km \| \| T \| 4° 00′ S, 10° 24′ E / 4.0°S,10.4°E \| 6 km \| |          |
| Saunder | Coordenades | Diàmetre |
| A       | 4° 00′ S, 12° 18′ E / 4.0°S,12.3°E | 8 km     |
| B       | 3° 54′ S, 9° 48′ E / 3.9°S,9.8°E | 6 km     |
| C       | 2° 42′ S, 10° 30′ E / 2.7°S,10.5°E | 4 km     |
| S       | 2° 18′ S, 9° 42′ E / 2.3°S,9.7°E | 4 km     |
| T       | 4° 00′ S, 10° 24′ E / 4.0°S,10.4°E | 6 km     |